# Gimnastyka na Letnich Igrzyskach Olimpijskich 1920
Wyniki zawodów gimnastycznych, które odbyły się podczas LIO 1920. Zawody odbywały się od 10–12 sierpnia 1920 r.

## Medaliści
| Konkurencja                          | | | |
| ------------------------------------ | --- | --- | --- |
| Wielobój indywidualny                | Giorgio Zampori | Marco Torrès | Jean Gounot |
| Wielobój drużynowy                   | Włochy · Giorgio Zampori · Arnaldo Andreoli · Ettore Bellotto · Pietro Bianchi · Fernando Bonatti · Luigi Cambiaso · Luigi Contessi · Carlo Costigliolo · Luigi Costigliolo · Giuseppe Domenichelli · Roberto Ferrari · Carlo Fregosi · Romualdo Ghiglione · Ambrogio Levati · Francesco Loy · Vittorio Lucchetti · Luigi Maiocco · Ferdinando Mandrini · Renzo Mangiante · Antonio Marovelli · Michele Mastromarino · Giuseppe Paris · Manlio Pastorini · Ezio Roselli · Paolo Salvi · Giovanni Tubino · Angelo Zorzi | Belgia · Eugène Auwerkerken · Théophile Bauer · François Claessens · Augustus Cootmans · François Gibens · Albert Haepers · Domien Jacob · Félicien Kempeneers · Jules Labéeu · Hubert Lafortune · Auguste Landrieu · Charles Lannie · Constant Loriot · Nicolaas Moerloos · Ferdinand Minnaert · Louis Stoop · Jean Van Guysse · Alphonse Van Mele · François Verboven · Jean Verboven · Julien Verdonck · Joseph Verstraeten · Georges Vivex · Julianus Wagemans                              | Francja · Georges Berger · Émile Boitelle · Émile Bouchès · René Boulanger · Alfred Buyenne · Eugène Cordonnier · Léon Delsarte · Lucien Démanet · Paul Durin · Victor Duvant · Fernand Fauconnier · Arthur Hermann · Albert Hersoy · Alphonse Higelin · Auguste Hoël · Georges Lagouge · Paulin Lemaire · Ernest Lespinasse · Jules Pirard · Eugène Pollet · Louis Quempe · Georges Thurnherr · Marco Torrès · François Walker · Julien Wartelle · Paul Wartelle |
| Wielobój drużynowy (system wolny)    | Dania · Georg Albertsen · Rudolf Andersen · Viggo Dibbern · Aage Frandsen · Hugo Helsten · Harry Holm · Herold Jansson · Robert Johnsen · Christian Juhl · Vilhelm Lange · Svend Madsen · Peder Marcussen · Peder Møller · Niels Turin Nielsen · Steen Olsen · Christian Pedersen · Hans Rønne · Harry Sørensen · Christian Thomas · Knud Vermehren · | Norwegia · Alf Aanning · Karl Aas · Jørgen Andersen · Gustav Bayer · Jørgen Bjørnstad · Asbjørn Bodahl · Eilert Bøhm · Trygve Bøyesen · Ingolf Davidsen · Håkon Endreson · Jacob Erstad · Harald Færstad · Hermann Helgesen · Petter Hol · Otto Johannessen · John Anker Johansen · Torbjørn Kristoffersen · Henrik Nielsen · Jacob Opdahl · Arthur Rydstrøm · Frithjof Sælen · Bjørn Skjærpe · Wilhelm Steffensen · Olav Sundal · Reidar Tønsberg · Lauritz Wigand-Larsen                      | nie przyznano |
| Wielobój drużynowy (system szwedzki) | Szwecja · Fausto Acke · Albert Andersson · Arvid Andersson-Holtman · Helge Bäckander · Bengt Bengtsson · Fabian Biörck · Erik Charpentier · Sture Ericsson-Ewréus · Konrad Granström · Helge Gustafsson · Åke Häger · Ture Hedman · Sven Johnson · Sven-Olof Jönsson · Karl Lindahl · Edmund Lindmark · Bengt Mohrberg · Frans Persson · Klas Särner · Curt Sjöberg · Gunnar Söderlindh · John Sörenson · Erik Svensén · Gösta Törner                                                                                  | Dania · Johannes Birk · Frede Hansen · Frederik Hansen · Kristian Hansen · Hans Jakobsen · Aage Jørgensen · Alfred Frøkjær Jørgensen · Alfred Ollerup Jørgensen · Arne Jørgensen · Knud Kirkeløkke · Jens Lambæk · Kristian Larsen · Kristian Madsen · Niels Erik Nielsen · Niels Kristian Nielsen · Dynes Pedersen · Hans Pedersen · Johannes Pedersen · Peter Dorf Pedersen · Rasmus Rasmussen · Hans Christian Sørensen · Hans Laurids Sørensen · Søren Sørensen · Georg Vest · Aage Walther | Belgia · Paul Arets · Léon Bronckaert · Léopold Clabots · Jean-Baptiste Claessens · Léon Darrien · Lucien Dehoux · Ernest Deleu · Émile Duboisson · Ernest Dureuil · Joseph Fiems · Marcel Hansen · Louis Henin · Omer Hoffman · Félix Logiest · Charles Maerschalck · René Paenhuijsen · Arnold Pierret · René Pinchart · Gaspard Pirotte · Augustien Pluys · Léopold Son · Édouard Taeymans · Pierre Thiriar · Henri Verhavert                                  |

## Klasyfikacja medalowa
| Klasyfikacja medalowa | Klasyfikacja medalowa | Klasyfikacja medalowa | Klasyfikacja medalowa | Klasyfikacja medalowa | Klasyfikacja medalowa |
| --------------------- | --------------------- | --------------------- | --------------------- | --------------------- | --------------------- |
| Miejsce               | Reprezentacja         | Złoto                 | Srebro                | Brąz                  | Razem                 |
| 1.                    | Włochy                | 2                     | 0                     | 0                     | 2                     |
| 2.                    | Dania                 | 1                     | 1                     | 0                     | 2                     |
| 3.                    | Szwecja               | 1                     | 0                     | 0                     | 1                     |
| 4.                    | Francja               | 0                     | 1                     | 2                     | 3                     |
| 5.                    | Belgia                | 0                     | 1                     | 1                     | 2                     |
| 6.                    | Norwegia              | 0                     | 1                     | 0                     | 1                     |